# Joanna Dorociak
Joanna Dorociak (14 de abril de 1992) es una deportista polaca que compitió en remo. Ganó tres medallas en el Campeonato Europeo de Remo entre los años 2015 y 2018.

## Palmarés internacional
| Campeonato Europeo | Campeonato Europeo     | Campeonato Europeo | Campeonato Europeo |
| Año                | Lugar                  | Medalla            | Prueba             |
| ------------------ | ---------------------- | ------------------ | ------------------ |
| 2015               | Poznań (Polonia)       | Medalla de bronce  | Doble scull ligero |
| 2016               | Brandeburgo (Alemania) | Medalla de bronce  | Doble scull ligero |
| 2018               | Glasgow (Reino Unido)  | Medalla de plata   | Doble scull ligero |